# Pardösü

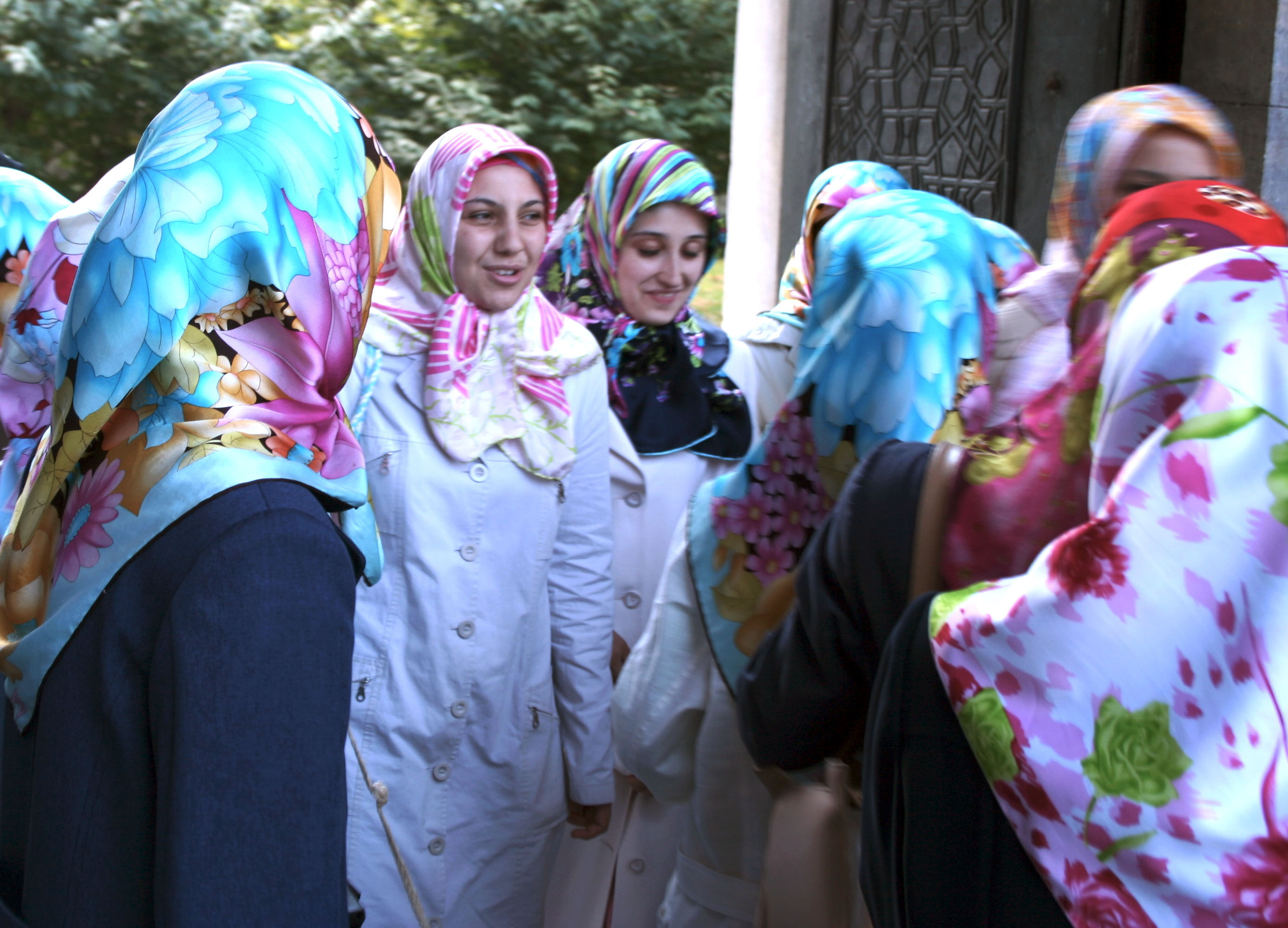
Pardesü kombiniert mit farbenprächtigen Kopftüchern

Die Pardösü (türkisch aus franz: par dessus, „darüber“) ist eine in der  Türkei verbreitete Damenoberbekleidung, die den islamischen Körperbedeckungsvorschriften entspricht (Hidschab).
Die Pardösü ist ein meist weit geschnittener, bodenlanger Mantel. Die Pardösü kann die verschiedensten Farben haben. Sie wird teils auch in taillierter Form angeboten.
Dazu wird ein Kopftuch getragen. Einen Gesichtsschleier (Niqab) zu der Pardösü zu tragen, ist nicht üblich. Eine andere türkische Form des Hidschab, nämlich ein bodenlanges Gewand mit Gesichtsschleier, ist der Çarşaf.
In Deutschland bzw. Europa verbreitete sich die Pardösü vor allem seit Mitte der 1980er Jahre. Davor war die Kleidung muslimischer Frauen türkischer Herkunft meist eine ländliche türkische Tracht.